# Castilien og Leon
Castilien og Leon (Castilla y León) er en autonom region i Spanien. Den ligger centralt i den nordlige del af landet, og blev dannet ved at de to regioner Castilla la Vieja (gamle Castilien) og León blev slået sammen i 1983. Den grænser til Portugal i vest, og (med uret fra nordvest til syd) til de autonome regioner Galicien, Asturias, Cantabrien, Baskerlandet, La Rioja, Madrid, Castilien-La Mancha og Extremadura. Castilien og Leon har en udstrækning på 94.223 km², og er med det den klart største af Spaniens 17 autonome regioner. I 2006 havde regionen 2.514.400 indbyggere, og var i folketal den sjettestørste region. Direkte oversat betyder navnet noget i retningen af "Borg og Løve," hvilket også fremgår af regionens flag.
Hovedstaden er Valladolid.
Castilien og Leon er inddelt i ni provinser:
- Ávila
- Burgos
- León
- Palencia
- Salamanca
- Segovia
- Soria
- Valladolid
- Zamora

Regionen er repræsenteret ved 33 medlemmer i kongressen og 30 senatsmedlemmer. Præsident for regionen er Juan Vicente Herrera Campo fra PP (2007).